# Ronde van Sakarya
De Ronde van Sakarya, ook wel bekend als de Ronde van Konya, is een meerdaagse wielerwedstrijd die sinds 2022 jaarlijks plaatsvindt. De edities van 2022 tot en met 2024 vonden plaats in de provincie Sakarya, per 2025 verhuisde de wedstrijd naar de grootste provincie van het land, Konya. De wedstrijd is onderdeel van de UCI Europe Tour en kent een UCI-classificatie van 2.2.

## Podia
| Jaar | Eerste             | Tweede                | Derde               |
| ---- | ------------------ | --------------------- | ------------------- |
| 2022 | Mychajlo Kononenko | Jambaljamts Sainbayar | Igor Tsjzjan        |
| 2023 | Martin Laas        | Xianjing Lyu          | Aleksandr Bereznjak |
| 2024 | Willie Smit        | Kaan Ozkalbim         | Iogan Shtein        |

### Overwinningen per land
| Overwinningen | Land                           |
| ------------- | ------------------------------ |
| 1             | Estland, Oekraïne, Zuid-Afrika |